# Růžové límečky
Růžové límečky je pojem, který označuje zaměstnání, kde tradičně pracují ženy či jsou tato povolání s nimi spojená. Jde o nemanuální práce, které vykonávají ženy z nižších a středních vrstev a kde nezaujímají vedoucí postavení. Patří sem například zdravotní sestry, sekretářky, učitelky, servírky, sociální práce či výchovné poradenství. Tato povolání bývají hůře finančně ohodnocena. Toto označení zpopularizoval v 70. letech 20. století spisovatel Louise Kappe Howe. Podle The New York Times v letech 2000–2010 se ve Spojených státech amerických podíl mužů na takto označovaných pracovních pozicích zvýšil na jednu třetinu.